# Luke Foxe
Luke Foxe o Fox (Kingston upon Hull, 20 ottobre 1586 – Whitby, 15 luglio 1635) è stato un esploratore britannico che cercò il passaggio a nord-ovest in America del Nord.
Nel 1631 navigò buona parte del territorio ad ovest della baia di Hudson prima di concludere che un tale passaggio non esisteva. Il bacino di Foxe, il canale di Foxe e la penisola di Foxe prendono da lui il nome.
Partì dal Tamigi nel maggio 1631 a bordo della Charles, e dopo 20 giorni spesi per l'attraversamento dello stretto di Hudson raggiunse la baia l'11 luglio. Bloccato dal ghiaccio a nord, si diresse a sud dell'isola di Southampton fino a Roes Welcome Sound e poi costeggiando fino a Port Nelson (Manitoba) dove trovò il campo invernale costruito da Thomas Button 18 anni prima. Virò a nordest incontrando Thomas James il 29 agosto, si diresse a nord nel canale di Foxe e poi nella parte inferiore del bacino di Foxe. Fece ritorno una volta raggiunta la latitudine di 66°47' nord, oltrepassò lo stretto di Hudson in 10 giorni e raggiunse di nuovo l'Inghilterra ad ottobre senza aver perso nessun uomo durante il viaggio.

## Gioventù
Figlio di Richard Fox, marinaio ed assistente della Trinity House a Kingston upon Hull, nacque ad Hull il 20 ottobre 1586. Imparò a navigare imbarcandosi per alcuni viaggi in Francia, Spagna, nel mar Mediterraneo, nel mar Baltico, in Danimarca e in Norvegia, e lavorando lungo le coste inglesi e nel mare del Nord. Nel 1606 si offrì per partecipare al viaggio di John Knight in Groenlandia, ma fu rifiutato a causa della giovane età.

## Viaggio in Groenlandia
Dopo il fallito viaggio di Hawkridge nel 1619, Foxe divenne il successore di Robert Bylot e William Baffin (1615) nell'esplorazione dell'Artide. Nel frattempo furono organizzati viaggi da Thomas Button nel 1612, da Henry Hudson nel 1606 e da George Weymouth nel 1585-1587. Il primo patrono di Foxe fu Henry Briggs, che con Sir John Brooke pose l'attenzione reale sul primo viaggio di Foxe. Il progetto prese forma nel 1629, con la Petition of Luke Fox to the king for a small supply of money towards the discovery of a passage by the north-west to the South Sea, Hudson and Sir Thomas Button having discovered a great way, and given great hopes of opening the rest (Petizione di Luke Fox al re per un piccolo rifornimento di soldi dedicato alla scoperta di un passaggio a nordovest al mar del Sud, dato che Hudson e Sir Thomas Button hanno scoperto un grande passaggio nutrendo speranze per la scoperta del resto). Una pinaccia della Royal Navy di 70 città era stato messo a disposizione degli avventurieri, ma i viaggi furono rimandati all'anno dopo. Nel frattempo morì Briggs. Con l'abbandono di metà degli avventurieri il viaggio rischiava di venire annullato, ma si scoprì che i mercanti di Bristol avevano progettato un viaggio simile in partenza dal loro porto (guidato da Thomas James, in partenza il 3 maggio 1631). I mercanti di Londra, con Thomas Roe e John Wolstenholme, sostennero Foxe sulla Charles con un equipaggio di venti uomini e due ragazzi per 18 mesi.
Foxe salpò da Pool sotto il London Bridge il 30 aprile 1631. Si ancorò al largo di Whitby, dove sbarcò, e raggiunse Kirkwall nelle isole Orcadi il 19 maggio. Navigò verso ovest lungo il 16º parallelo giungendo il 20 giugno sul lato settentrionale della baia di Frobisher; due giorni dopo avvistò Capo Chidley, al largo della costa meridionale dello stretto di Hudson, a sei leghe di distanza. Dopo aver doppiato l'isola di Resolution due leghe a sud il 23 giugno, l'equipaggio vide nel porto sul lato occidentale il fumo del fuoco da campo del capitano James, che vi si era fermato per le riparazioni. Da questo momento all'11 luglio Foxe proseguì da solo lungo la costa settentrionale dello stretto di Hudson fino a raggiungere un punto tra le isole Mill e Salisbury.
Da questo punto Foxe navigò a sud dell'isola di Coats fino al 19 luglio, quando iniziò la ricerca del passaggio a nord-ovest. Il 27 luglio raggiunse il punto di massimo avanzamento della spedizione di Button, l'isola di Southampton, dove trovò tracce dei sepolture native. Dato che le istruzioni gli vietavano di salire più a nord del 63º parallelo, virò a sud lungo la costa occidentale della baia di Hudson fino al 27 agosto, quando entrò nella foce del fiume Nelson dove trovò metà di una tavola incisa eretta da Button, che sostituì con una nuova fatta da lui. Navigò in direzione est-sudest per 61 leghe fino al 30 agosto, quando incrociò il rivale, il capitano James, imbarcato sulla Maria di Bristol, con il quale, dopo alcuni problemi nel salire a bordo, cenò e trascorse 17 ore.
Foxe proseguì lungo il proprio percorso fino alla latitudine 55° 14', poi noto come Capo Henrietta Maria, all'entrata della baia di James. Il 3 settembre puntò la prua a nord fino a Capo Pembroke sull'isola di Coats cinque giorni dopo. Dal 15 al 20 settembre Foxe fece osservazioni nel canale che porta il suo nome sulla costa occidentale di quella che oggi si chiama isola di Baffin. Il 22 settembre iniziò il ritorno verso casa, tra le numerose isole e baie della costa settentrionale dello stretto di Hudson. Foxe si trovò nuovamente al largo dell'isola di Resolution, all'entrata dello stretto. Il 5 ottobre doppiò Capo Chidley.
Il viaggio di Foxe proseguì a sudest fino alla Manica invece di seguire il tragitto più breve ma più pericoloso attraverso il mare del Nord. Il 31 ottobre rientrò in porto con tutto il proprio equipaggio illeso.

## Vecchiaia
Foxe ebbe problemi economici al ritorno dal viaggio. Divenne membro della Trinity House, e morì a Whitby nel luglio 1635.

## Opere
Foxe è meglio conosciuto per l'opera che contiene i risultati del suo viaggio: North-west Fox, or Fox from the Northwest Passage... with briefe Abstracts of the Voyages of Cabot, Frobisher, Davis, Weymouth, Knight, Hudson, Button, Gibbons, Bylot, Baffin, Hawkridge ... Mr. James Hall's three Voyages to Groynland ... with the Author his owne Voyage, being the xvith ... T. Fawcett and B. Alsop, imp. London, del 1635. Fu inserito nella Stationers' Company il 15 dicembre 1634. L'opera era accompagnata da una grande mappa ripiegata delle regioni artiche.

## Retaggio
Foxe diede il nome a 27 luoghi durante i suoi viaggi, otto dei quali sono usati tuttora. Tra questi ci sono Roes Welcome Sound, che prende il nome dal suo sponsor, Sir Thomas Roe e Cape Dorset, dedicato a Edward Sackville, IV conte di Dorset, il 24 settembre 1631. Nel XX secolo questo capo diede il nome alla cultura Dorset, una cultura paleo-eskimo (500 a.C. – 1500 d.C.) che precedette la cultura Inuit in America del Nord, i cui resti furono trovati per la prima volta in questa zona. Per cui anche questo nome può essere fatto risalire a Foxe.
Tra le altre cose si ricordano il bacino di Foxe, il canale di Foxe e la penisola di Foxe.